# オリエンタル・ダイヤモンド/くちびるモーション
「オリエンタル・ダイヤモンド／くちびるモーション」は、PUFFYの24枚目のシングル。2007年9月5日にキューンレコードから発売された。

## 解説
- 「オリエンタル・ダイヤモンド」はANA中国線就航20周年テーマソングとして製作された。 作詞は井上陽水、作曲は奥田民生が担当し、この組み合わせは1997年の「渚にまつわるエトセトラ」以来となった。後に奥田民生のシングル「無限の風」に本人による宅録デモが収録された。
- 「くちびるモーション」はカネボウ化粧品LavshucaのCMソング。吉井和哉初プロデュース作。当初この曲のセルフカバーに関して吉井は難色を示したが、2009年のシングル「ビルマニア」に吉井バージョンが収録された。面白いことに両A面の曲が両方ともB面でセルフカバーされたことになる。

## 収録曲
1. オリエンタル・ダイヤモンド
作詞：井上陽水、作曲：奥田民生
2. くちびるモーション
作詞・作曲：吉井和哉
3. ねじポーション
作詞：大貫亜美、作曲：NARGO（東京スカパラダイスオーケストラ）